# Ammeldingen an der Our

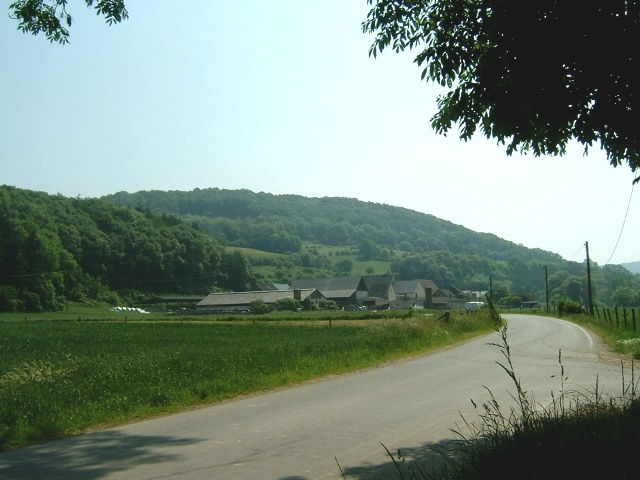
Ammeldingen

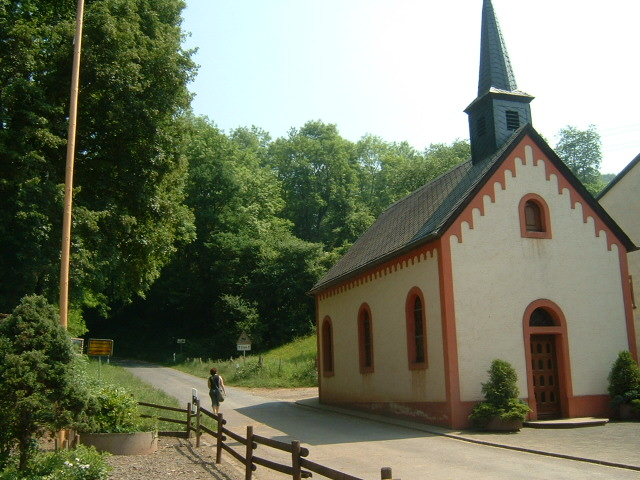
Ammeldinger Kirche

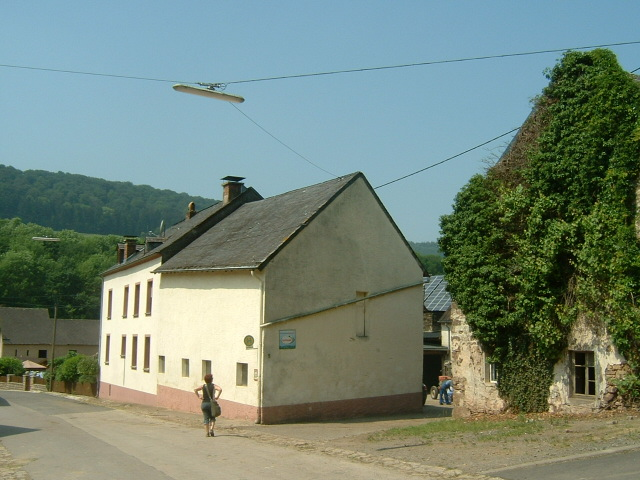
Haus Nummer 5

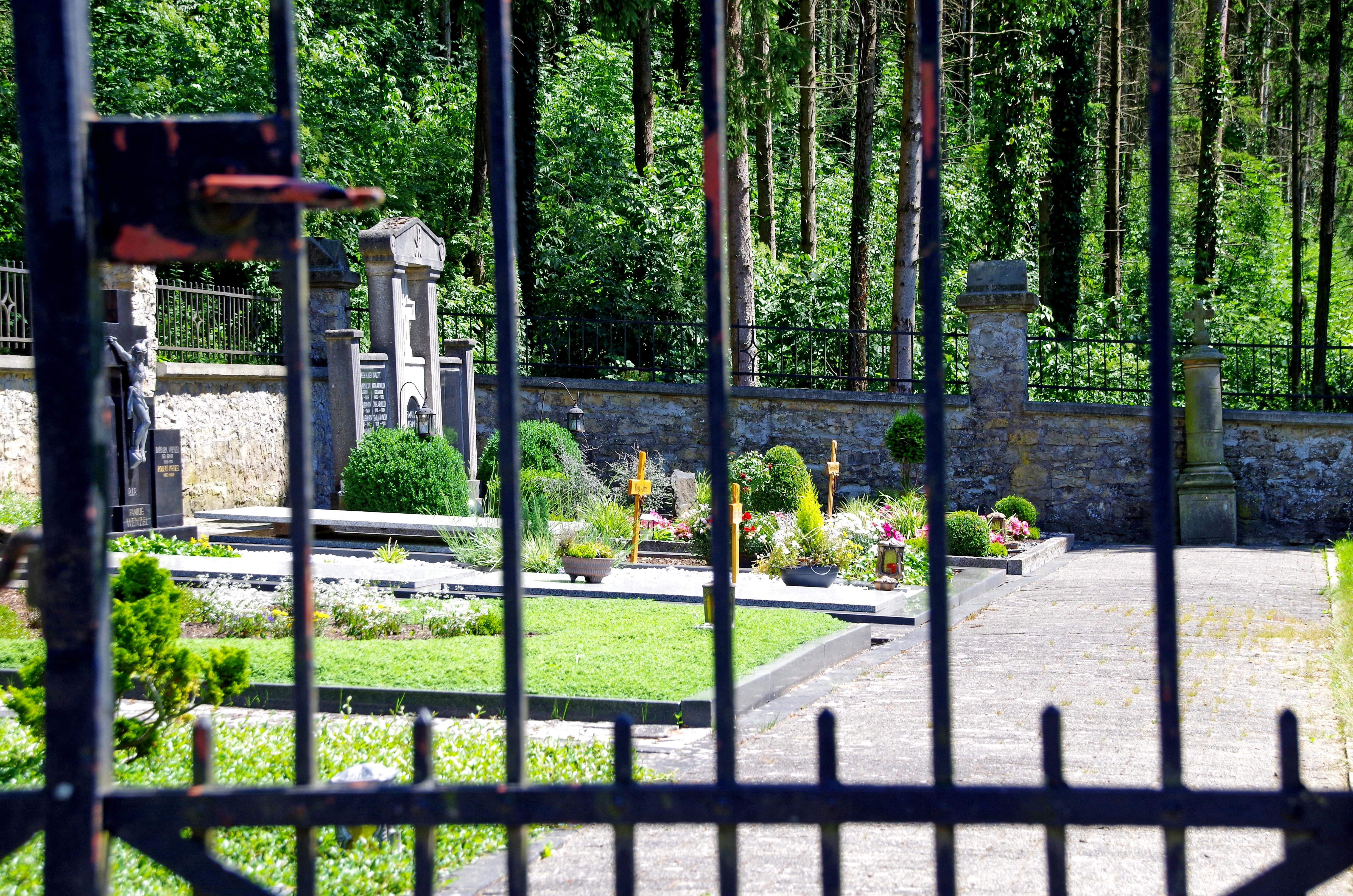
Friedhof mit Familiengräbern, rechts Grabkreuz der Eheleute Biwer

Ammeldingen an der Our ist eine Ortsgemeinde in der Eifel im Eifelkreis Bitburg-Prüm in Rheinland-Pfalz und gehört der Verbandsgemeinde Südeifel an.

## Geographie
Ammeldingen liegt unmittelbar an der Grenze zu Luxemburg am Ostufer des Grenzflusses Our. Der kleine Ort wird von der in Nord-Süd-Richtung verlaufenden Kreisstraße 5 durchquert; die Kreisstraße 3 beginnt in Ammeldingen und führt nach Osten. Im Nordwesten liegt Gentingen in drei Kilometern Entfernung, im Südosten Wallendorf (3 km) und im Nordosten Niedersgegen (3 km). Über der Our liegt der luxemburgische Ort Hösdorf/Hoesdorf (Gemeinde Reisdorf).

## Geschichte
Die erste urkundliche Erwähnung erfolgte im Jahre 767. Ab 1570 ist eine Kapelle registriert. Ammeldingen gehörte bis zum Ende des 18. Jahrhunderts zur luxemburgischen Grafschaft Vianden.
Im Jahr 1794 hatten französische Revolutionstruppen die Österreichischen Niederlande, zu denen die Grafschaft Vianden gehörte, besetzt und im Oktober 1795 annektiert. Unter der französischen Verwaltung gehörte der Ort von 1795 bis 1814 an zur Mairie Wallendorf im Kanton Vianden, der verwaltungsmäßig zum Arrondissement Diekirch im Wälderdepartement gehörte.
Aufgrund der Beschlüsse auf dem Wiener Kongress wurde 1815 das vormals luxemburgische Gebiet östlich der Sauer und der Our dem Königreich Preußen zugeordnet. 1816 kam die Gemeinde Ammeldingen verwaltungsmäßig zur Bürgermeisterei Wallendorf im neu gebildeten Kreis Bitburg und gehörte von 1822 bis zum Ende des Zweiten Weltkrieges zur Rheinprovinz.
Nach dem Ersten Weltkrieg war der Ort zeitweise französisch besetzt. Im Zweiten Weltkrieg lag der Ort am Westwall, von dem sich bis heute einige Bunker in der Umgebung des Ortes erhalten haben. Das ehemalige Zollhaus, wenige Meter südlich des Ortes ging, da gut von den gegenüberliegenden Höhen sichtbar, als das weiße Haus in die Militärgeschichte der Region ein, als am 10. Dezember 1944 hier US-amerikanische und deutsche Spähtrupps zusammentrafen und sich wieder friedlich trennten. Seit 1946 ist der Ort Teil des damals neu gebildeten Landes Rheinland-Pfalz.
Nachdem die Einwohnerzahl Ammeldingens von der ersten Hälfte des 19. Jahrhunderts bis zur ersten Hälfte des 20. Jahrhunderts relativ konstant war, ist sie seit den 1960er-Jahren auf nunmehr 21 Einwohner (Stand 31. Dezember 2023) abgesunken.
Bevölkerungsentwicklung
Die Entwicklung der Einwohnerzahl von Ammeldingen an der Our, die Werte von 1871 bis einschließlich 2010 beruhen auf Volkszählungen:
| Jahr | Einwohner |
| ---- | --------- |
| 1815 | 48        |
| 1835 | 52        |
| 1871 | 46        |
| 1905 | 46        |
| 1939 | 48        |
| 1950 | 42        |
| 1961 | 45        |

| Jahr | Einwohner |
| ---- | --------- |
| 1970 | 34        |
| 1987 | 21        |
| 1997 | 10        |
| 2005 | 9         |
| 2011 | 23        |
| 2017 | 23        |
| 2023 | 21        |

## Politik

### Gemeinderat
Der Gemeinderat in Ammeldingen besteht aus sechs Ratsmitgliedern, die bei der Kommunalwahl am 9. Juni 2024 in einer Mehrheitswahl gewählt wurden, und dem ehrenamtlichen Ortsbürgermeister als Vorsitzendem.

### Bürgermeister
Jörg Endres wurde am 9. Juli 2024 Ortsbürgermeister von Ammeldingen an der Our. Da für die Direktwahl am 9. Juni 2024 kein Wahlvorschlag eingereicht worden war, oblag die Neuwahl des Bürgermeisters gemäß rheinland-pfälzischer Gemeindeordnung dem Rat der Gemeinde, der sich auf seiner konstituierenden Sitzung für Endres entschied.
Der Vorgänger von Jörg Endres, Arnold Theis, hatte das Amt 2009 von Viktor Biwers übernommen. Zuletzt bei der Direktwahl am 26. Mai 2019 war er mit einem Stimmenanteil von 100 % für weitere fünf Jahre in seinem Amt bestätigt worden. Viktor Biwers hatte das Amt 20 Jahre inne (von 1964 bis 1974 und von 1999 bis 2009, zwischenzeitlich war er aus beruflichen Gründen als Ortsgemeinderatsmitglied und Erster Beigeordneter der Gemeinde tätig).

### Wappen
| Wappen von Ammeldingen an der Our | Blasonierung: „In Rot unter einem silbernen Wellenbalken zum Schildhaupt ein betagleuchtetes goldenes Kapellenwestwerk mit Dachreiter.“ |
| Wappen von Ammeldingen an der Our | Wappenbegründung: Die Kapelle in Ammeldingen steht seit Jahrhunderten unter dem Patrozinium der heiligen Wendelinus und Urbanus und ist Mittelpunkt der Ortsgemeinde. Der Wellenbalken steht als Symbol für die Our, die seit dem Wien er Kongress die Staatsgrenze zwischen Deutschland und dem Großherzogtum Luxemburg bildet. |

## Sehenswürdigkeiten
- Die katholische Filialkirche St. Urban und St. Wendelin, ein nachbarocker Saalbau mit Spitzhelmdachreiter aus dem Jahre 1816; sie wurde 1945 restauriert und 1980 teilweise neu gestaltet.
- Ein ehemaliges Wohnhaus, heute ein Wirtschaftsgebäude, aus dem 17. Jahrhundert (Dorfstraße 5).
- Das ehemalige Zollhaus (weißes Haus) am südlichen Ortsausgang beherbergt heute ein Hotel.
- Friedhof mit einer bauzeitlichen Umfriedung und großen Familiengrabmälern in Sezessionsformen, besondere Beachtung hat das Grabkreuz der Eheleute Biwer († 1844 bzw. 1848).

Siehe auch: Liste der Kulturdenkmäler in Ammeldingen an der Our

## Verkehr
Ammeldingen an der Our wird von der parallel zum Grenzfluss verlaufenden K 5 und der im Ort abzweigenden K 3 an das überregionale Straßennetz angeschlossen.

## Söhne und Töchter des Ortes
- Nikolaus Glesener (um 1802–1882), Pfarrer, Direktor des Bischöflichen Konviktes zu Trier, Dechant von Waxweiler.[10]